# Jerry Bruckheimer
Jerry Bruckheimer, de son nom complet Jerome Leon Bruckheimer, né le 21 septembre 1943 à Détroit (Michigan), est un producteur de télévision et de cinéma américain.

## Biographie

### Débuts
Jerome Leon Bruckheimer est le fils d'immigrés juifs allemands implantés à Détroit, dans le Michigan.

### Carrière
Depuis le début des années 1980, Jerry Bruckheimer est devenu, avec George Lucas, le principal producteur indépendant d'Hollywood, alignant les succès planétaires les uns après les autres. Surnommé « Mr. Blockbuster », il est particulièrement efficace pour produire des films à très gros budgets, dans lesquels l'action et le spectaculaire sont particulièrement travaillés et mis en avant, sur un fond de valeurs traditionnelles américaines. Au total, ses films ont rapporté jusqu'à fin 2007 plus de 15 milliards de dollars de recettes.
Selon le magazine Forbes il est pour l'année 2016, la cinquième fortune en revenus de l'industrie du spectacle avec 850 millions de dollars, derrière James Cameron (1,790 milliards de $), Oprah Winfrey (3,2 milliards de $), Steven Spielberg (3,7 milliard de $) et George Lucas (5,1 milliards de $). Mais toujours devant Peter Jackson (450 millions de $), Tom Cruise (470 millions de $) et Michael Bay (430 millions de $).
Après plusieurs échecs au box-office, Walt Disney Pictures a mis fin à son contrat avec Jerry Bruckheimer le 20 septembre 2013, un accord qui avait été établi depuis 1995. Il a ensuite signé un nouveau contrat avec Paramount Pictures en 2013 ,.

## Filmographie sélective

### Producteur de cinéma

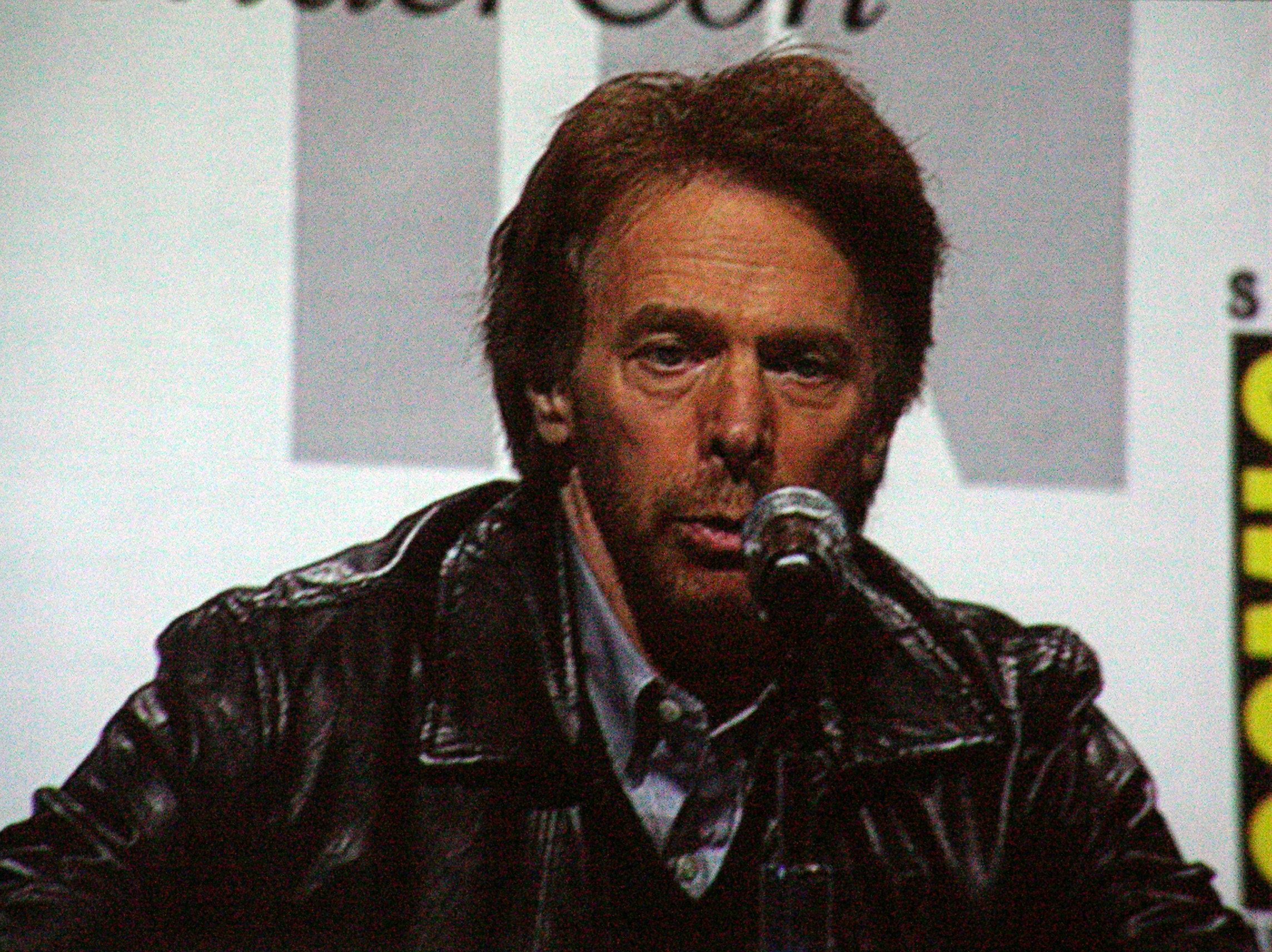
Jerry Bruckheimer au WonderCon (2010).

- 1975 : Adieu ma jolie (Farewell My Lovely) de Dick Richards
- 1977 : Il était une fois la Légion (March or Die) de Dick Richards
- 1980 : Les Massacreurs de Brooklyn (Defiance)
- 1980 : American Gigolo de Paul Schrader
- 1981 : Le Solitaire (Thief / Violent Streets) de Michael Mann
- 1982 : Docteurs in love (Young Doctors in Love)
- 1982 : La Féline (Cat People) - Producteur délégué
- 1983 : Flashdance d'Adrian Lyne
- 1984 : Le Flic de Beverly Hills (Beverly Hills Cop) de Martin Brest
- 1986 : Top Gun de Tony Scott
- 1987 : Le Flic de Beverly Hills 2 (Beverly Hills Cop II) de Tony Scott
- 1990 : Jours de tonnerre (Days of Thunder) de Tony Scott
- 1994 : Tel est pris qui croyait prendre (The Ref)
- 1995 : Bad Boys de Michael Bay
- 1995 : USS Alabama (Crimson Tide) de Tony Scott
- 1995 : Esprits rebelles (Dangerous Minds) de John N. Smith
- 1996 : Rock (The Rock) de Michael Bay
- 1997 : Les Ailes de l'enfer (Con Air) de Simon West
- 1998 : Armageddon de Michael Bay
- 1998 : Ennemi d'État (Enemy of the State) de Tony Scott
- 2000 : 60 secondes chrono (Gone in Sixty Seconds) de Dominic Sena
- 2000 : Coyote Girls (Coyote Ugly) de David McNally
- 2000 : Le Plus Beau des combats (Remember the Titans) de Boaz Yakin
- 2001 : Pearl Harbor de Michael Bay
- 2001 : La Chute du faucon noir (Black Hawk Down) de Ridley Scott
- 2002 : Bad Company de Joel Schumacher
- 2003 : Veronica Guerin de Joel Schumacher - producteur délégué
- 2003 : Kangourou Jack (Kangaroo Jack) de David McNally
- 2003 : Pirates des Caraïbes : La Malédiction du Black Pearl (Pirates Of The Caribbean : The Curse of the Black Pearl) de Gore Verbinski
- 2003 : Bad Boys 2 de Michael Bay
- 2004 : Le Roi Arthur (King Arthur) d'Antoine Fuqua
- 2004 : Benjamin Gates et le Trésor des Templiers (National Treasure) de Jon Turteltaub
- 2006 : Les Chemins du triomphe (Glory Road) de James Gartner
- 2006 : Déjà Vu de Tony Scott
- 2006 : Pirates des Caraïbes : Le Secret du coffre maudit (Pirates Of The Caribbean : Dead Man's Chest) de Gore Verbinski
- 2007 : Pirates des Caraïbes : Jusqu'au bout du monde (Pirates Of The Caribbean : At World's End) de Gore Verbinski
- 2007 : Benjamin Gates et le Livre des secrets (National Treasure : Book of Secrets) de Jon Turteltaub
- 2009 : Confessions d'une accro du shopping de P. J. Hogan
- 2009 : Mission-G (G-Force) de Hoyt Yeatman
- 2010 : Prince of Persia : Les Sables du Temps (Prince Of Persia: The Sands Of Time) de Mike Newell
- 2010 : L'Apprenti sorcier (The Sorcerer's Apprentice) de Jon Turteltaub
- 2011 : Pirates des Caraïbes : La Fontaine de Jouvence de Rob Marshall
- 2013 : Lone Ranger : Naissance d'un héros (The Lone Ranger) de Gore Verbinski
- 2014 : Délivre-nous du mal (Deliver Us from Evil), de Scott Derrickson
- 2017 : Pirates des Caraïbes : La Vengeance de Salazar (Pirates of the Caribbean: Dead Men Tell No Tales) de Joachim Rønning et Espen Sandberg
- 2018 : Horse Soldiers (12 Strong) de Nicolai Fuglsig
- 2019 : Gemini Man d'Ang Lee
- 2020 : Bad Boys for Life d'Adil El Arbi et Bilall Fallah
- 2022 : Top Gun: Maverick de Joseph Kosinski
- 2022 : Base secrète de Henry Joost et Ariel Schulman
- 2024 : Bad Boys: Ride or Die d'Adil El Arbi et Bilall Fallah
- 2024 : Le Ministère de la Sale Guerre (The Ministry of Ungentlemanly Warfare) de Guy Ritchie
- 2024 : Le Flic de Beverly Hills : Axel F. (Beverly Hills Cop: Axel F) de Mark Molloy
- 2024 : Face à la mer : l'histoire de Trudy Ederle (Young Woman and the Sea) de Joachim Rønning
- 2024 : F1 de Joseph Kosinski
- 2025 : Hans Zimmer & Friends: Diamond in the Desert de Paul Dugdale

### Producteur de séries télévisées

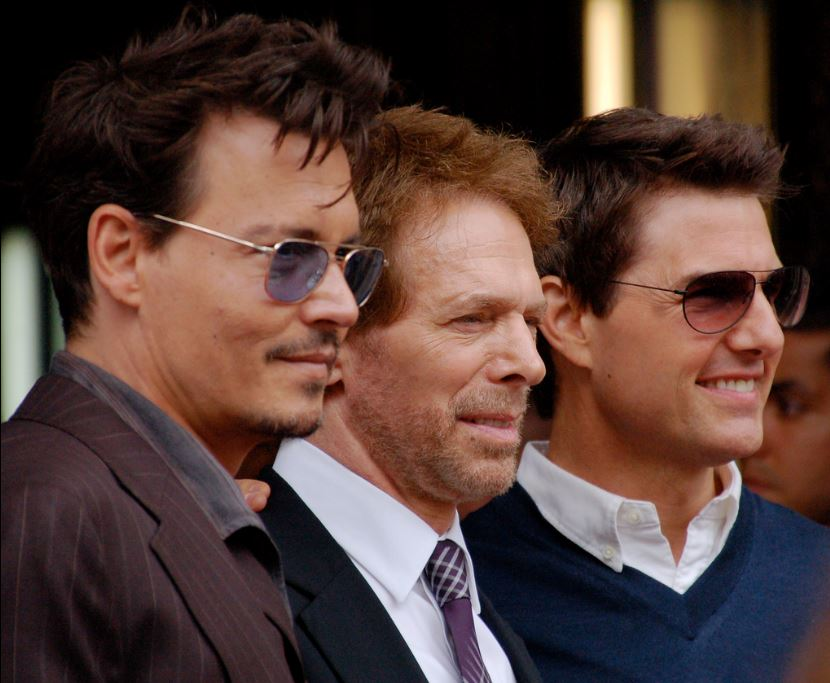
Johnny Depp, Jerry Bruckheimer et Tom Cruise au Boulevard Walk of Fame à Hollywood en juin 2013.

- 2000-2015 : Les Experts (CSI: Crime Scene Investigation) - Producteur délégué
- 2002-2009 : FBI : Portés disparus (Without a Trace) - Producteur délégué
- 2002-2012 : Les Experts : Miami (CSI: Miami)
- 2003-2010 : Cold Case : Affaires classées (Cold Case) - Producteur délégué
- 2004-2013 : Les Experts : Manhattan (C.S.I.: NY) - Producteur délégué
- 2005-2007 : Close to Home - Producteur délégué
- 2005-2006 : DOS : Division des opérations spéciales (E-Ring) - Producteur délégué
- 2008-2009 : Eleventh Hour (adaptation de la mini-série britannique éponyme) - Producteur délégué
- 2009-2010 : Dark Blue : Unité infiltrée (adaptation télévisé du film du même nom) - Producteur délégué
- 2009-2010 : Forgotten (The Forgotten) - Producteur délégué
- 2010 : Miami Medical - Producteur délégué
- 2013-2014 : Hostages - Producteur délégué
- 2015-2016 : Les Experts : Cyber - Producteur délégué
- 2016-2021 : Lucifer - Producteur délégué
- 2022 : American Gigolo - producteur délégué

### Acteur
- 1997 : Whatever Happened to... Clement and La Frenais?
- 1999 : Frankie Goes to Hollywood : lui-même
- 2001 : Headliners and Legends: Will Smith : lui-même
- 2004 : In Search of Ted Demme : lui-même